# 斎藤宗次郎
斎藤 宗次郎（さいとう そうじろう、1877年〈明治10年〉2月20日 - 1968年〈昭和43年〉1月2日）は、岩手県東和賀郡笹間村（現・花巻市）出身のキリスト教徒。
無教会主義キリスト教徒である内村鑑三の最も忠実な弟子の一人で、その死に至るまで身の回りの世話をした。また、『雨ニモマケズ』のモデルとも言われている。

## 生涯

### 初期
東光寺（禅宗）の住職の子として生まれる。岩手師範学校を卒業すると、師範在学中は排耶書(反キリスト教的な書物)に親しんだが、教職についてすぐに入院して聖書に接して、内村鑑三の『基督信徒の慰め』や『求安録』を愛読する。

### 内村鑑三との交流
日露戦争の際、内村に影響され本気で非戦論を唱え、「納税拒否、徴兵忌避も辞せず」との決意をする。心配した内村が花巻を訪れ説得し斎藤は翻意するが、すでに県当局からにらまれ、小学校教員の職を失った。その後は新聞取次店を営みながら生計を立て、清貧と信仰の生活を送る。画家の中村不折は彼を「花巻のトルストイ」と呼んだ。晩年多くの弟子に裏切られ、「弟子を持つの不幸」という文まで書いた内村に終生尽くし、1930年（昭和5年）の内村の死の際には隣室に泊り込んで日夜看病した。

### 宮沢賢治との交流
同郷の出身で日蓮宗（国柱会）の信者だった宮沢賢治とは宗派を超えた交流があり、1924年（大正13年）の日記には賢治の勤めていた花巻農学校に斎藤が新聞の集金に行くと賢治が招き入れ一緒に蓄音機で音楽を聞いたり、賢治の詩「永訣の朝」らしきゲラ刷りを見せられたという記述が見られる。また、賢治の散文詩「冬のスケッチ」には斎藤をもじったと思しき「加藤宗二郎」という人物が出てくる。
一部には「雨ニモマケズ」のモデルであるという説がある。これについては、岩波書店から刊行された日記「二荊自叙伝」の解説で賢治研究者の栗原敦が、「雨ニモマケズ」には賢治の嘆きや弱さがにじんでおり、安易に斎藤に重ねることは、迫害に耐えた斎藤の強固なキリスト者としての独自性を見逃すおそれがあると指摘している。
1927年（昭和2年）、上京。1968年（昭和43年）、90歳で死去。墓所は小平霊園。

## 著書
- 「花巻非戦論事件における内村鑑三先生の教訓」（クリスチャン・ホーム社）
- 「ある日の内村鑑三先生」（教文館）
- 「二荊自叙伝」（上下、岩波書店）